# Жанааул (Карабалицький район)
Жанаау́л (каз. Жаңаауыл) — село у складі Карабалицького району Костанайської області Казахстану. Входить до складу Новотроїцького сільського округу.
Населення —  (2021; 126 у 2009, 353 у 1999,  у 1989).
У радянські часи село називалось Никифоровка.